# Wildschaf

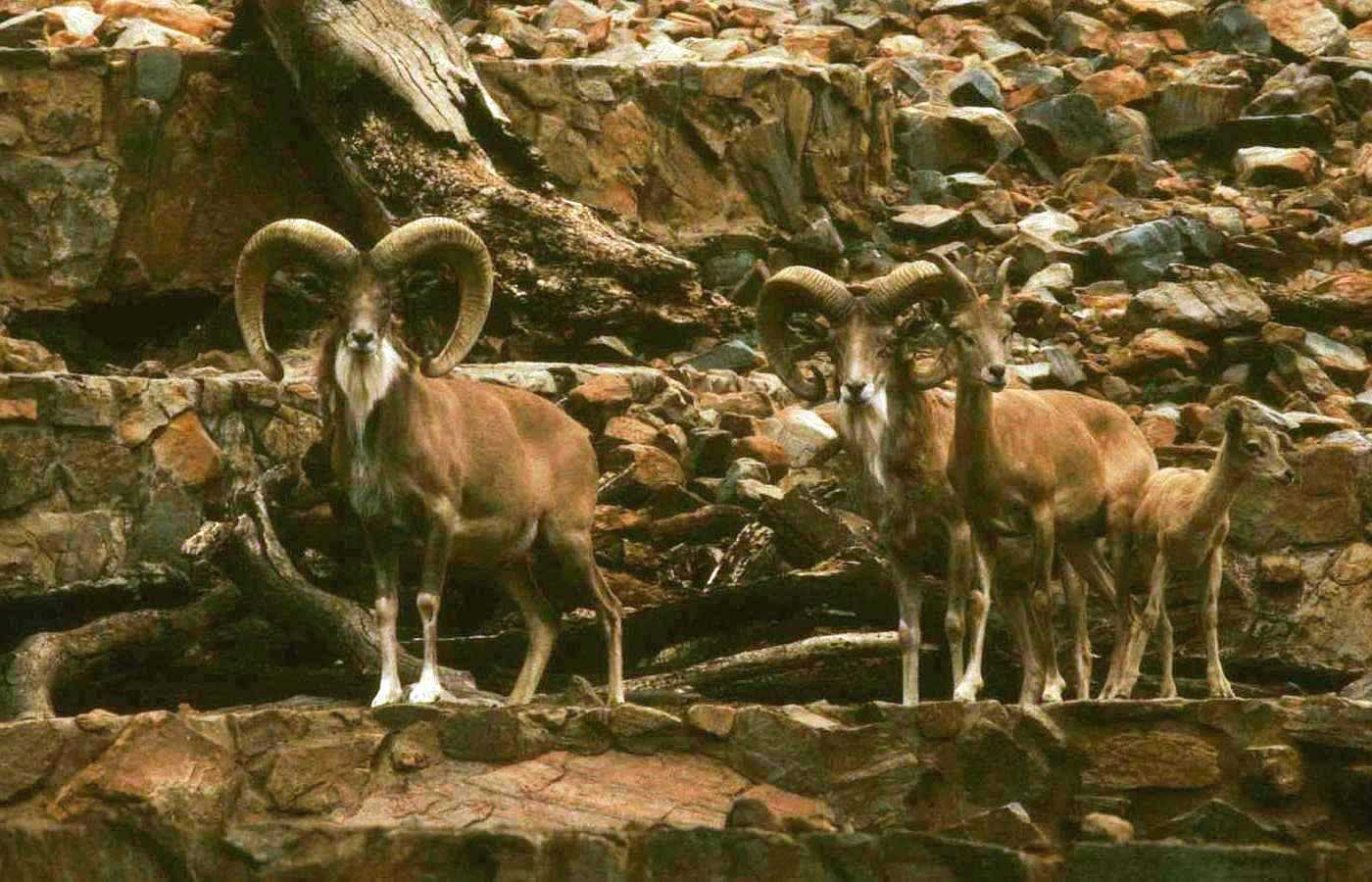
Arkal (Ovis cycloceros arkal), eine Unterart des Afghanischen Urialschafs

Als Wildschafe werden verschiedene Arten der Schafe zusammengefasst. Sie galten ursprünglich als zu einer Art gehörig (Ovis orientalis). Unterschieden werden zwei Gruppen, die Steppenwildschafe oder Uriale und die Westlichen Wildschafe oder Mufflons.

## Verbreitung und Lebensraum
Die westliche Gruppe der Wildschafe, die Mufflons, sind im Kaukasus, im nördlichen Irak und im nordwestlichen Iran verbreitet.
Einst reichte ihr Verbreitungsgebiet weiter über Anatolien, die Krim und den Balkan. Hier ist es bereits vor ca. 3000 Jahren verschwunden. Es gibt allerdings noch Mufflons auf Zypern, Korsika und Sardinien; umstritten ist bei diesen jedoch, ob es sich hierbei um echte Wildschafe oder um Nachkommen sehr ursprünglicher Hausschafe handelt.
Das Verbreitungsgebiet der Steppenschafe oder Uriale schließt sich im Osten an das der Mufflons an und reicht vom nordöstlichen Iran und Westkasachstan bis Belutschistan und Ladakh. In einem Übergangsgebiet im Nordiran, südlich des Kaspischen Meeres, kreuzen sich Urial und Mufflon unter natürlichen Bedingungen.
Östlich des Verbreitungsgebietes lebt eine weitere Form der Schafe, die größeren Argalis. In Ladakh, wo sich die Verbreitungsgebiete von Argalis und Uriale berühren, leben einige Argalis in unmittelbarer Nachbarschaft zu Ladakh-Wildschafen. Hier bevorzugen die Argalis allerdings höhere Bereiche.

## Aussehen

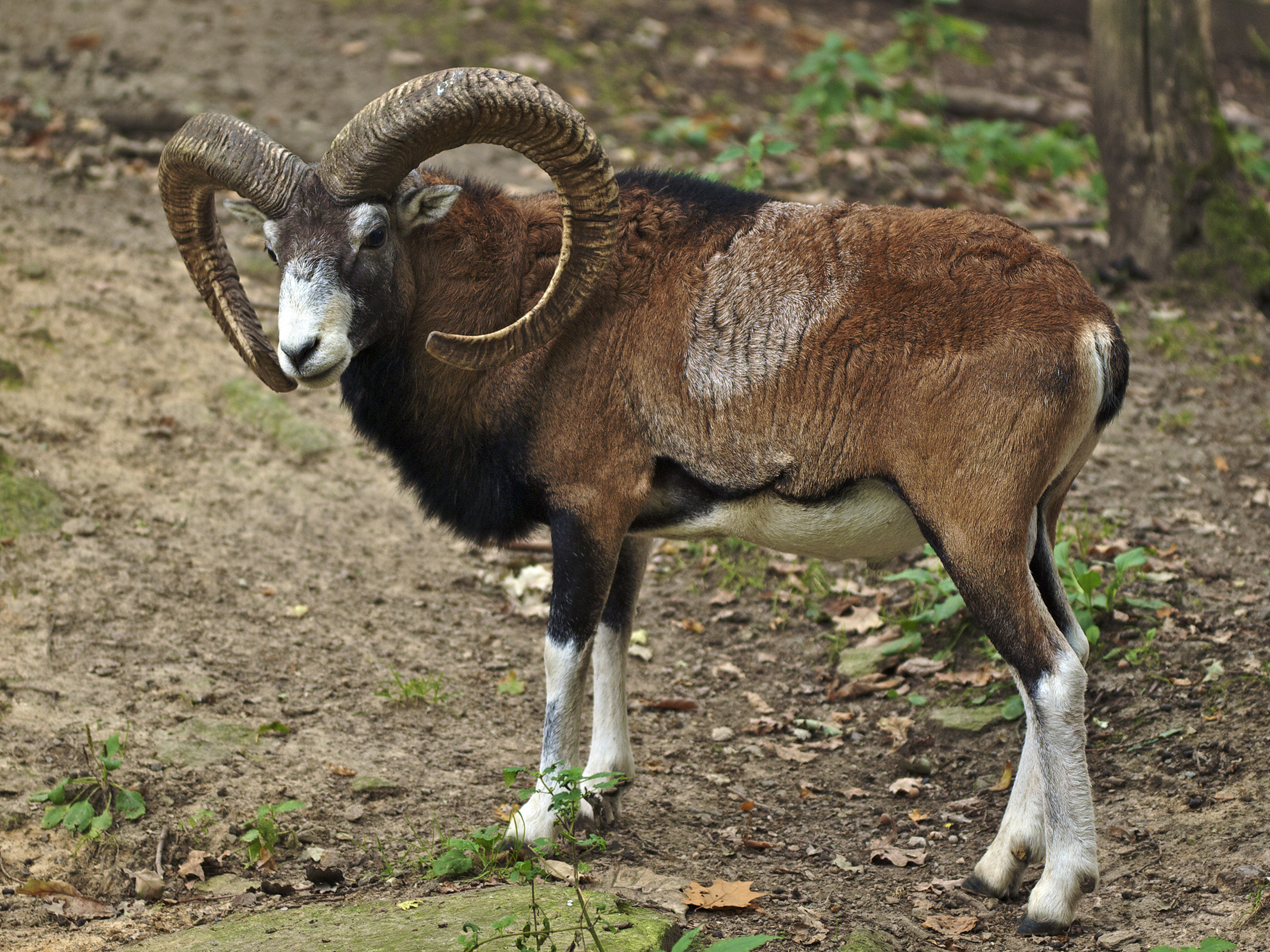
Widder des Europäischen Mufflon

Wildschafe sind kleiner als Argalis, auch erreicht ihr Gehörn nicht die Dimensionen der östlichen Verwandten. Mufflons haben eine Kopfrumpflänge von 130 Zentimeter, eine Körperhöhe von 90 Zentimeter und ein Gewicht von 50 (Männchen) bzw. 35 Kilogramm (Weibchen). Uriale sind mit 80 bis 90 cm Schulterhöhe und 35 bis 90 kg Körpergewicht ähnlich groß. Dafür tragen die Uriale eine kennzeichnende, stattliche Halsmähne, die je nach Art schwarz oder weiß ist. Die Grundfarbe ist hellbraun mit weißer Unterseite. Einige Arten tragen einen weißen Sattelfleck.

## Bestand und Gefährdungssituation
Durch Trophäenjagd und Konkurrenz mit Hausvieh sind die Uriale überall in ihrem Bestand bedroht. In ihren offenen Lebensräumen sind die Tiere oft nicht allzu schwierig zu erlegen, obwohl sie gemeinhin als scheu gelten. Alle Vertreter der Uriale nehmen im Bestand ab und heute existieren weltweit wohl nicht mehr als 40.000 Uriale.
Die Weltnaturschutzunion IUCN führt das Wildschaf in der Roten Liste gefährdeter Arten als gefährdet (Vulnerable).

## Lebensweise

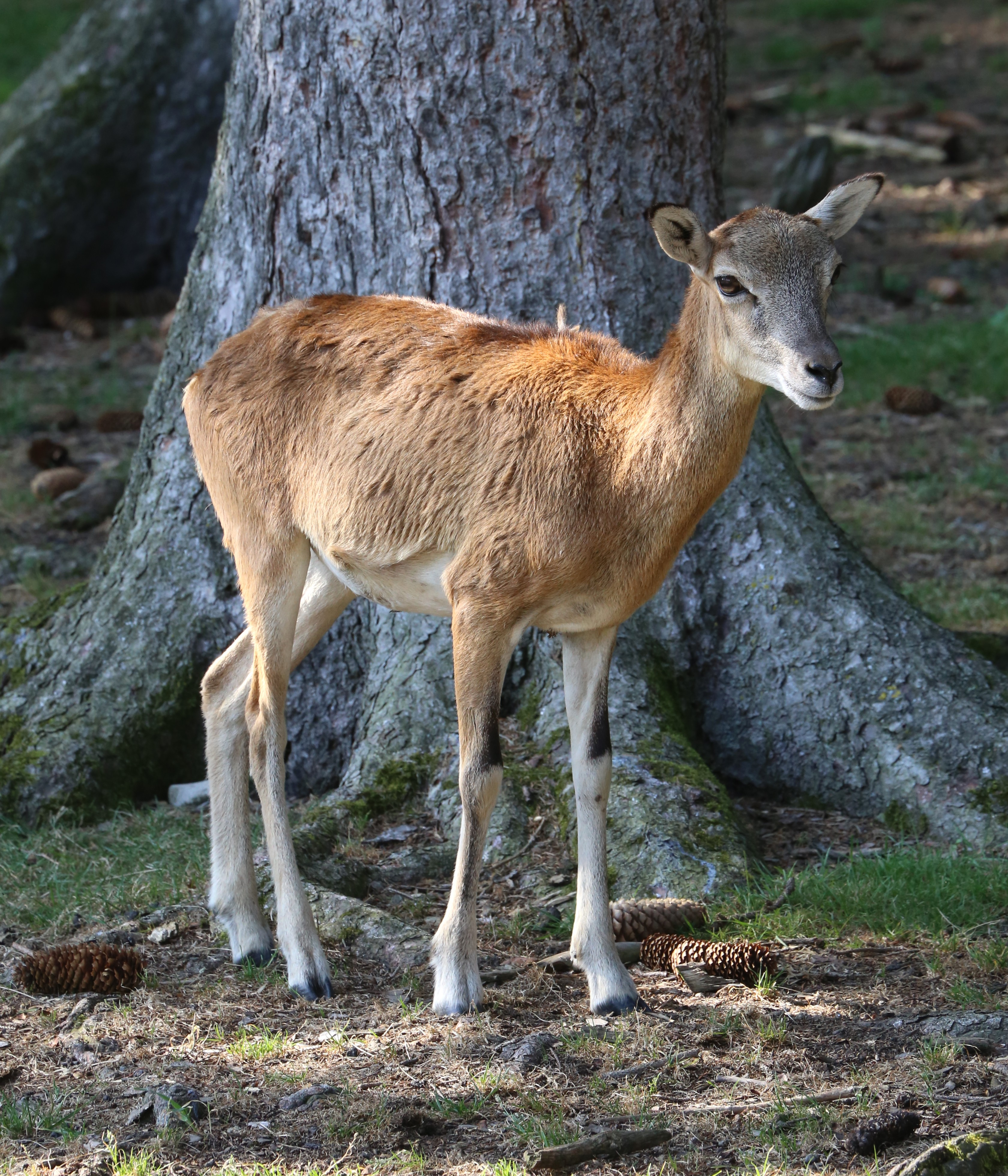
In Mitteleuropa lebt der Europäische Mufflon nur noch in Tierparks

Das Habitat sind gebirgige Landschaften. Hier bilden Weibchen und Lämmer Herden von bis zu hundert Tieren, während die Böcke Einzelgänger sind, die nur zur Paarungszeit zu den Herden stoßen.

## Unterarten

### Westliche Wildschafe oder Mufflons

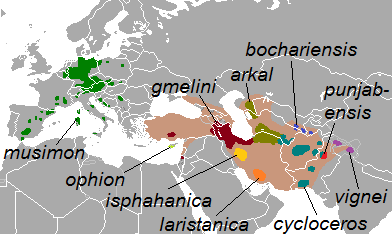
Holozänes Verbreitungsgebiet der Wildschafe und heutige Verbreitung der Arten und Formen

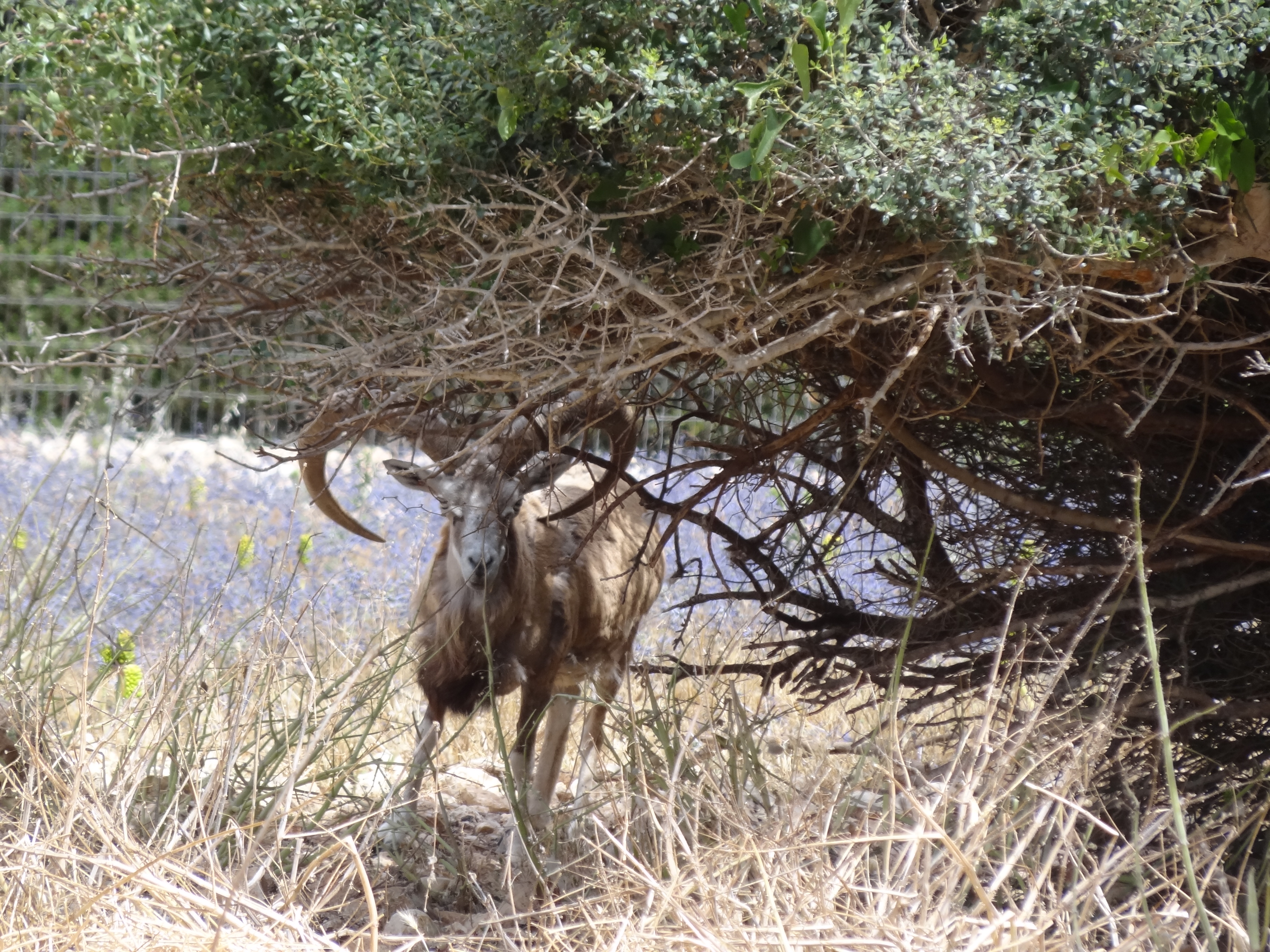
Armenisches Wildschaf (Ovis gmelini), Chai Bar Karmel Wildgehege in Israel

Peter Grubb unterschied im Jahr 2005 sechs Unterarten der Mufflons, ähnlich wie momentan die IUCN, sie führt allerdings das Hausschaf sowie die möglicherweise von diesem abgeleiteten Formen, Europäisches Mufflon und Zypern-Mufflon nicht auf. Eine Revision der Hornträger aus dem Jahr 2011 von Colin Peter Groves und Peter Grubb stellte dagegen insgesamt drei Arten heraus:
- Armenisches Wildschaf oder Armenischer Mufflon (Ovis gmelini Blyth, 1841); Kaukasusgebiet, Nordwest-Iran und südlicher Teil Kleinasiens. Die Schulterhöhe beträgt 88 bis 94 cm, die Hörner sind negativ schneckenförmig nach hinten gebogen, die Hornlänge beträgt bis zu 67 cm, der Umfang der Hörner an der Basis liegt zwischen 22 und 27 cm. Weibchen sind teilweise hornlos. Die Fellfärbung variiert zwischen rostrot und zimtfarben, bei den Männchen findet sich meist ein heller Flankenfleck variabler Größe an den Seiten. Brust und Unterseite sind durch verlängerte, dunkle Haare, die allerdings nicht bis zur Kehle reichen, gekennzeichnet. Ursprünglich von Johann Friedrich Gmelin 1774 als Ovis orientalis beschrieben, der nomenklatorische Status von O. orientalis ist aber umstritten, da die Ursprungsbeschreibung eine Hybridpopulation im Elburs-Gebirge betraf, wo sich Armenisches Wildschaf und  Afghanisches Urialschaf überschneiden; allgemein gilt daher die wissenschaftliche Bezeichnung O. orientalis als nicht verfügbar. Auf das Armenische Mufflon geht möglicherweise auch das Hausschaf (Ovis aries Linnaeus, 1758) zurück.
- Isfahan-Wildschaf (Ovis isphahani Nasonov, 1910); Zagrosgebirge im Iran.
- Laristan-Wildschaf (Ovis laristanica Nasonov, 1909); Der Laristan-Mufflon ist klein. Ausgewachsene Böcke erreichen kaum mehr als 75 Pfund Körpergewicht. Das Verbreitungsgebiet ist auf einige Reservate Nahe der Stadt Lar im Südiran beschränkt. Der Lebensraum dort sind heiße Wüstengebiete.

Zu den Mufflons werden außerdem der Europäische Mufflon und der Zypern-Mufflon gerechnet, die eventuell auf das Armenische Wildschaf zurückgehen. Der Europäische Mufflon gelangte etwa im fünften Jahrtausend v. Chr. nach Korsika und Sardinien und wurde in fast ganz Europa eingeführt. Der Zypern-Mufflon wurde im Verlauf des 20. Jahrhunderts fast ausgerottet, konnte aber zwischenzeitlich durch Schutzmaßnahmen auf eine Population von 2000 gebracht werden. Nach Schätzungen von 1997 ist der Bestand infolge von Krankheiten allerdings wieder auf 1200 gefallen, weshalb die Form stark gefährdet ist.

### Steppenwildschafe oder Uriale
Grubb (2005) unterschied in dieser Gruppe drei Unterarten des Urials, während Groves’ und Grubbs Revision (2011) fünf Arten anerkannte:
- Oman-Wildschaf (Ovis arabica Sopin & Harrison, 1986); Oman; ursprünglich als Vertreter der Argalis beschrieben, ähneln die Tiere aber stärker den Urials; aufgrund fehlender Daten ist die Gefährdung unklar
- Tadschikistan-Wildschaf (Ovis bochariensis Nasonov, 1914); Tadschikistan, Turkmenistan and Usbekistan, nördlich der Flüsse Amu Darja und Pjandsch; in den 1990er Jahren vermutlich noch etwa 1200 Tiere, Bestand sinkend
- Afghanisches Urialschaf oder Turkmenistan-Wildschaf beziehungsweise Kreishornschaf (Ovis cycloceros Hutton, 1842); Usbekistan, Tadschikistan, Turkmenistan, östlicher Iran, Afghanistan, nördliches Pakistan, Kaschmir, Punjab und Belutschistan; der Arkal oder Transkaspischer Urial (O. c. arkal) des Ustjurt-Plateaus (Turkmenistan, Usbekistan, nördlicher Iran) und des westlichen Kasachstans gilt als Unterart; beide Populationen gehen im südlichen Turkmenistan an der Grenze zu Afghanistan und Iran fließend ineinander über, allerdings scheinen Erstere eher im Westen, Letztere eher im Osten, beispielsweise im Badkhyz-Naturreservat, aufzutreten; gefährdet, die Population des Arkal umfasst möglicherweise weniger als 11.000 Tiere, 1500 davon leben im Golestan-Nationalpark im Nordiran
- Punjab-Wildschaf (Ovis punjabiensis Lydekker, 1913); Punjab in Norpakistan zwischen den Flüssen Indus und Jhelam
- Ladakh-Wildschaf (Ovis vignei Blyth, 1841); Ladakh im nördlichen Pakistan und Indien, Verbreitungsgebiet nur noch unzusammenhängend; alte Böcke sind im Sommer kupferrot mit weißem Sattelfleck und schwarzer Halsmähne, Unterseite weiß; stark gefährdet, etwa 2100 Tiere.

## Beziehung zum Menschen
Seit jeher werden Mufflons vom Menschen gejagt. Vor schätzungsweise 10.000 Jahren wurden Mufflons domestiziert, seitdem gibt es Hausschafe. Als wahrscheinlichster Ort der erstmaligen Domestikation wird Anatolien angesehen. Seit ca. 8000 Jahren gibt es Hausschafe auch in Westeuropa.